# Eubryales
Eubryales là một bộ rêu trong ngành Bryophyta.